# アストゥリアス王国

アストゥリアス王国
Reinu d'Asturies

国の標語: Hoc Signo Tuetur Pius, Hoc Signo Vincitur Inimicus
アストゥリアス王国の位置（814年）

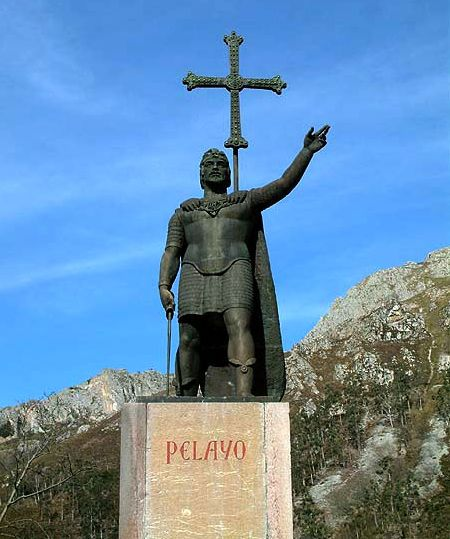
ペラーヨの像

アストゥリアス王国（アストゥリアスおうこく、アストゥリアス語: Reinu d'Asturies、スペイン語: Reino de Asturias、ラテン語: Asturorum Regnum）は、イベリア半島にかつて存在した王国である。

## 歴史
711年、グアダレーテ河畔の戦いでイベリア半島をイスラーム勢力（ウマイヤ朝）が征服し、西ゴート王国が滅亡した。この際、イスラームへの抵抗を続けた西ゴート王国の貴族ペラーヨは、イベリア半島北西部にまで逃れ、在地のアストゥリアス人勢力と結んで、アストゥリアス王国を建国した。イスラーム勢力の攻撃を受けるが、722年にコバドンガの戦いで勝利して独立を保つと、カンガス・デ・オニスを都として支配を固めた。
アルフォンソ2世の時代にガリシア地方へと版図を拡大し、聖ヤコブを守護聖人とするサンティアゴ大聖堂を設けた。また、カンガス・デ・オニスに代わりオビエドを支配の拠点とした。この頃より、イスラーム勢力に対する反撃が進められた。
ガルシア1世の時代に、都はオビエドからレオンへと遷された。これ以降の王国はレオン王国と称される。